# Emilio Barzini
Don Emilio Barzini (1893 - 1955) este un personaj fictiv din romanul lui Mario Puzo , The Godfather .